# Manuel Pinto de Azevedo
Manuel Pinto de Azevedo, (Bonfim, Porto, 27 de abril de 1874 - 17 de fevereiro de 1959), foi um industrial e empresário português.
Tornou-se um dos grandes nomes da história industrial de Portugal no século XX.
Destacou-se também por ter sido grande benemérito do Clube de Desportos Educação Física do Norte, o qual deu seu nome ao seu centro de jogos.

## Biografia
Tendo frequentado a Escola Técnica de Faria Guimarães a partir de 1891, tornou-se operário têxtil em 1894 e, ascendendo rapidamente na profissão, tornou-se em 1900 director da Fábrica de Tecidos do Bonfim.
Em 1917 arrendou a Fábrica de Fiação e Tecidos de Soure, adquirindo-a em 1924. Em 1920 adquiriu a Fábrica de Fiação de Tecidos da Areosa e em 1922 a Empresa Fabril do Norte, na Senhora da Hora, Matosinhos, fundada em 1905 por Delfim Pereira da Costa, que se tornou, sob a sua direcção, a mais importante fábrica têxtil de todo o país. Em 1928 adquiriu a Fábrica de Fiação e Tecidos de Ermesinde e a Fábrica de Tecidos Aliança, em Rio Tinto. Adquiriu ainda algumas unidades industriais em Angola e Moçambique, bem como importantes plantações de matéria-prima para as suas indústrias, nomeadamente algodão.
Realizou ainda investimentos em outros sectores industriais, como seja criando em 1929 a Continental Sociedade de Conservas, em Matosinhos, investindo, mais tarde, na Companhia Portuguesa do Cobre, com fábrica no Porto, assim como na importante firma portuense António Maria Tavares, Júnior, Lda, e na Sociedade Corticeira Robinson Bros., Lda, de Portalegre.
Em 1923 adquiriu a maioria da sociedade detentora do jornal O Primeiro de Janeiro, da qual foi presidente do Conselho d  Administração até ao seu falecimento. Foi sócio do Banco Borges & Irmão, da companhia de seguros A Mututal do Norte e de uma série de outras empresas.
Republicano, foi membro da primeira direcção do município do Porto, depois da implementação da República, e eleito vereador em 1911, 1914 e 1919. Mesário da Santa Casa da Misericórdia do Porto entre 1926 e 1938 e novamente entre 1941 e 1945. Administrador do Hospital Sanatório Rodrigues Semide.
Grande Oficial da Ordem de Cristo e Oficial da Ordem da Instrução Pública.

## Fábrica
Os dois edifícios vizinhos que davam apoio à fábrica de tecidos de Manuel Pinto de Azevedo são considerados patrimônio arqutetônico do Porto. Foram mandados construir pelo próprio Manuel, um dos grandes nomes da indústria portuense e dono de inúmeras fábricas. O conjunto arquitectónico composto por estes dois edifícios situa-se na Rua António Carneiro, no Bonfim, cidade do Porto e é valioso para o património arquitectónico e industrial da cidade por ter sido construído no estilo Arte Nova, dotado de linhas curvas e esbeltas, graciosidade e beleza, e decorado com painéis de azulejos. Infelizmente, com o encerramento da fábrica a que dava suporte, o conjunto de edifícios ficou ao abandono, e está hoje muito degradado e a aguardar o merecido restauro.
O primeiro edifício data de 1916 e serve como armazém no piso inferior, e como sede do Centro Republicano Democrático, no Bonfim. O seu interior, dada a sua funcionalidade, é dotado de espaços amplos e abertos, com a excepção de duas salas destinadas a serviços de secretaria e casa de banho. O segundo edifício, datado de 1918, serviu de creche, balneário, dormitório e cantina da fábrica. O Arquivo Histórico Municipal do Porto guarda diversa documentação sobre ambos os edifícios, nomeadamente as plantas da construção.